# Fantastyczna Czwórka (serial animowany 1978)
Fantastyczna Czwórka (oryg. The Fantastic Four lub The New Fantastic Four) – amerykański superbohaterski serial animowany z 1978 roku na podstawie serii komiksów o grupie superbohaterów o tej samej nazwie wydawnictwa Marvel Comics. W oryginalnej wersji językowej głównym postaciom głosów użyczyli: Mike Road, Ginny Tyler, Ted Cassidy i Frank Welker oraz Dick Tufeld jako narrator.
The Fantastic Four zadebiutował 9 września 1978 roku w Stanach Zjednoczonych na antenie NBC. Serial został zakończony po pierwszej serii. 2 grudnia tego samego roku wyemitowano ostatni, trzynasty odcinek serialu.
W 2001 roku, po przejęciu przez The Walt Disney Company Fox Kids Worldwide, w tym Marvel Productions, prawa do serialu przeszły na Disneya.

## Obsada
- Mike Road jako Reed Richards / Mister Fantastic[4] [5]
- Ginny Tyler jako Susan Richards / Invisible Girl[4] [5]
- Ted Cassidy jako Ben Grimm / The Thing oraz Mole Man[4] [5]
- Frank Welker jako H.E.R.B.I.E. oraz Impossible Man[4] [5]
- Dick Tufeld jako narrator[5]
- John Stephenson jako Doctor Doom, Magneto, Karnak i Gregson Gilbert[5]

Ponadto w serialu głosów użyczyli: Don Messick, Gene Moss, Joan Gerber, Vic Perrin, Hal Smith i Nancy Wible.

## Emisja i wydanie
The Fantastic Four zadebiutował 9 września 1978 roku w Stanach Zjednoczonych na antenie NBC. Serial został zakończony po pierwszej serii. 2 grudnia tego samego roku wyemitowano ostatni, trzynasty odcinek serialu.
Serial został wydany 1 marca 2010 roku na DVD w Wielkiej Brytanii przez Clear Vision.
Milton Bradley stworzył grę planszową inspirowaną serialem, w której gracze ratowali H.E.R.B.I.E. przed Doctorem Doomem. W 2012 roku sceny z serialu zostały przemontowane i wykorzystane jako Marvel Mash-Up oraz wyemitowane w ramach bloku programowego Marvel Universe na Disney XD.

## Lista odcinków
| Nr | Tytuł                               | Premiera NBC         |
| -- | ----------------------------------- | -------------------- |
| 1  | A Monster Among Us                  | 9 września 1978      |
| 2  | The Menace of Magneto               | 16 września 1978     |
| 3  | The Phantom of Film City            | 23 września 1978     |
| 4  | Medusa and the Inhumans             | 30 września 1978     |
| 5  | The Diamond of Doom                 | 7 października 1978  |
| 6  | The Mole Man                        | 14 października 1978 |
| 7  | The Olympics of Space               | 21 października 1978 |
| 8  | The Fantastic Four Meet Doctor Doom | 28 października 1978 |
| 9  | The Frightful Four                  | 4 listopada 1978     |
| 10 | Calamity on the Campus              | 11 listopada 1978    |
| 11 | The Impossible Man                  | 18 listopada 1978    |
| 12 | The Final Victory of Doctor Doom    | 25 listopada 1978    |
| 13 | Blastaar, the Living Bomb Burst     | 2 grudnia 1978       |

## Produkcja
W latach siedemdziesiątych Marvel Comics nadal zwierało umowy licencyjne z innymi studiami dotyczące adaptacji serialowych ich postaci z komiksów. W 1977 roku Universal Studios podpisało taką umowę na produkcję seriali fabularnych. Dotyczyła ona między innymi Hulka, co zaowocowało serialem The Incredible Hulk. Universal również nabył prawa do jednej z postaci Fantastycznej Czwórki, Ludzkiej Pochodni. 
Kiedy pod koniec lat siedemdziesiątych NBC zamówiło serial o tej drużynie, Universal nie wyraził zgody na wykorzystanie Ludzkiej Pochodni w produkcji. Pomimo iż, w komiksach pojawiało się wiele innych postaci, które były alternatywnymi członkami tej drużyny, zdecydowano się na wprowadzenie nowej, H.E.R.B.I.E.–ego. Postać wymyślił Stan Lee, a zaprojektowali ją Dave Cockrum i Jack Kirby. W serialu H.E.R.B.I.E. (skrót od: Humanoid Experimental Robot, B-Type, Integrated Electronics) był robotem stworzonym przez Reed Richards, który pomagał w jego eksperymentach i misjach eksploracyjnych pozostałych członków Czwórki. H.E.R.B.I.E. nie zdobył szerokiej popularności wśród publiczności, ale ostatecznie trafił na strony komiksów.
Serial był współprodukowany przez DePatie-Freleng Enterprises. Lee, Roy Thomas, Bob Johnson, Christy Marx i Bob Stitzel napisali scenariusz, a Kirby, Brad Case i Lewis Marshall zajęli się reżyserią. Utwór przewodni serialu został skomponowany przez Deana Elliotta i Erica Rogersa, a pozostałą część muzyki napisał Elliott.
Stacja ostatecznie anulowała serial po trzynastu odcinkach, pomimo wcześniejszych prób jego ratowania przez DePatie-Freleng Enterprises.